# Lambada (musikalbum)
Lambada är ett musikalbum från 1989 av det svenska dansbandet Simons.
Albumet är Simons debutalbum och släpptes på Bert Karlssons bolag Mariann Grammofon. 
På albumet medverkar förutom medlemmarna i Simons musikerna och körmedlemmarna Hasse Rosen, Lennart Sjöholm, 
Lasse Westmann, Lisa Hallden-Öhman, Peter Ljung, Kjell Öhman och Claes Anderhäll.

## Låtlista
1. Lambada, instrumental (Choko de Oliviera)
2. Ring en signal (P.Grundström)
3. Soleado, instrumental (Zacar)
4. Lev som du lär (P.Grundström)
5. På logen (J.Thunqvist-K.Almgren)
6. Para ti, instrumental (Jack de Nijs)
7. Hon är så fin (Tyran Carlo-Barry Gordy-Östen Warnerbring)
8. In the Mood, instrumental (J.Garland)
9. En liten stjärna föll (M.Klaman-L.Walter
10. Innan sommaren är kommen (I.Hellberg)
11. Spanska ögon (Moon over Naples ), instrumental (Bert Kaempfert-Eddie Snyder-Charles Singleton)
12. Tweedle de, tweedle dum (T.Jennehed-B.Andersson)
13. Jag ska måla hela världen, instrumental (Josef Toye-B.M Toye-Edström)
14. We're all alone (Bob Skaggs)